# N9 (Frankrijk)
De N9 of Route nationale 9 is een nationale weg in Frankrijk. De weg bestaat uit twee delen. Het eerste deel loopt van de A75 ten noorden van Massiac via de N122 in het centrum naar de A75 ten zuiden van het dorp. Dit deel is twee kilometer lang. Het tweede deel loopt van Pézenas naar Béziers en is 21 kilometer lang.

## Geschiedenis
In 1811 liet Napoleon Bonaparte de Route impériale 10 aanleggen van Parijs naar Perpignan en Spanje. In 1824 werd de huidige N9 gecreëerd uit de oude route van de Route impériale 10. Deze weg liep van Moulins via Clermont-Ferrand, Narbonne en Perpignan naar Spanje en was 612 kilometer lang.
Doordat de N9 een belangrijk functie had voor het noord-zuidverkeer werd de weg op veel plaatsen om de dorpen en gelegd. De oude weg kreeg dan het nummer N2009. Vanaf 1992 werden veel omleggingen van de N9 opgenomen in de nieuwe autosnelweg A75 tussen Clermont-Ferrand en Béziers.

### Declassificaties
Door de aanleg van de parallelle autosnelwegen A75 en A9 nam het belang van de N9 sterk af. Daarom zijn grote delen van de weg in 2006 overgedragen aan de departementen. Deze delen hebben daardoor nummers van de departementale wegen. De overgedragen delen van de N9 kregen de volgende nummers:
- Allier: D2009
- Puy-de-Dôme: D2009 (tot Clermont-Ferrand)
- Puy-de-Dôme: D978 (vanaf Clermont-Ferrand tot Veyre-Monton)
- Puy-de-Dôme: D797 (vanaf Veyre-Monton tot Coudes)
- Puy-de-Dôme: D716 (door Issoire)
- Puy-de-Dôme: D909 (vanaf Issoire)
- Haute-Loire: D909
- Cantal: D909
- Lozère: D809
- Aveyron: D809
- Hérault: D609
- Hérault: D913 (in Pézenas)
- Aude: D6009
- Pyrénées-Orientales: D900

N1 · N2 · N3 · N4 · N5 · N6 · N7 · N9 · N10 · N11 · N12 · N13 · N14 · N15 · N17 · N19 · N19J · N20 · N21 · N22 · N24 · N25 · N27 · N28 · N31 · N33 · N34 · N36 · N37 · N41 · N42 · N43 · N44 · N47 · N49 · N51 · N52 · N57 · N58 · N59 · N61 · N61A · N65 · N66 · N67 · N70 · N77 · N79 · N80 · N82 · N83 · N85 · N86 · N87 · N88 · N89 · N90 · N94 · N98 · N100 · N102 · N104 · N105 · N106 · N109 · N112 · N113 · N116 · N118 · N118A · N118B · N122 · N123 · N124 · N125 · N126 · N129 · N134 · N135 · N136 · N137 · N138 · N141 · N142 · N145 · N147 · N149 · N150 · N151 · N154 · N157 · N158 · N159 · N162 · N164 · N165 · N166 · N171 · N174 · N175 · N176 · N182 · N184 · N186 · N186A · N186B · N188 · N191 · N192 · N201 · N202 · N205 · N209 · N216 · N221 · N224 · N225 · N227 · N230 · N237 · N244 · N248 · N249 · N250 · N254 · N265 · N274 · N282 · N296 · N301 · N303 · N306 · N314 · N315 · N316 · N320 · N324 · N330 · N337 · N338 · N346 · N353 · N356 · N363 · N385 · N388 · N401 · N406 · N410 · N416 · N425 · N431 · N440 · N441 · N444 · N446 · N449 · N481 · N486 · N488 · N489 · N520 · N524 · N532 · N537 · N542 · N543 · N568 · N569 · N572 · N580 · N814 · N844 · N1007 · N1012 · N1013 · N1014 · N1019 · N1021 · N1029 · N1031 · N1043 · N1050 · N1075 · N1083 · N1104 · N1113 · N1134 · N1135 · N1141 · N1154 · N1338 · N1547 · N1569 · N2028 · N2043 · N2057 · N2162 · N2249